# Династія Тейшон
Династія Тейшон (ти-ном: 茹西山, в'єт. Nhà Tây Sơn; хан ти: 西山朝, в'єт. Tây Sơn triều; 1778-1802) — імператорська династія у Дайв'єті, що запанувала внаслідок кризи династії Ле. Повалена династією Нгуєн.

## Історія
1545 року територія Дайв'єту фактично розпалася на володіння князів Чінь і Нгуєн, а імператори з правлячої династії Ле втратила вплив у державі. Спроби деяких імператорів повернути собі владу виявилися марними. У 1626 році (правління імператора Ле Тхан Тонга) почалася війна Чінь і Нгуєнів. Уся влада на півночі остаточно перейшла до роду Чінь. Падіння ваги Ле сталося остаточно у 1730-х роках, коли голова клану Чінь — Чінь Зянг отримав від Цінської імперії титул Верховного володаря Аннаму. У 1730—1770 роках по всій країні спалахували окремі селянські повстання.
У 1771 році південнов'єтнамський торговець бетелем Нгуєн Нхак, землевласник і багатий купець, староста гільдії торговців, не підкорився вимозі державного податкового чиновника здати в скабницю збільшену частку доходів своєї гільдії і втік до гірського району Тейшон (сучасна провінція Біньдінь), де став збирати під свої прапори незадоволених політикою Чионга Фук Лоана. Через територію, звідки почалося повстання, очолене Нгуєн Нхаком і двома його молодшими братами, повсталих стали називати тейшонами.
Наприкінці 1773 року практично не зустрічаючи опору, тейшони рушили в Куангнгай, де у приморського міста Бенда розгромили надіслані зі столиці урядові війська. На початку 1774 повстанці захопили всю провінцію Куангнам, а пізніше зайняли і низку інших провінцій. Втім в середині 1774 року урядові сили перейшли в контрнаступ і завдали тейшонам низки значних ударів. Але несподівано союзниками тейшонів стали тюа з роду Чінь.
Чінь Шам, вважаючи країну, нарешті, умиротвореною, вирішив реалізувати стару мрію своїх предків щодо захоплення південної частини В'єтнаму і возз'єднання країни. Почалася військова операція, яка призвела до краху всієї політичної, соціальної та економічної системи Дайв'єту. Полководець Чінів — Хоанг Нгу Фук — заявив, що воює не з Нгуєнами, а з тими, хто узурпував і зазіхнув на їхню владу: перш за все з ненависним для всього населення Півдня тимчасовим правителем Чионгом Фук Лоаном, а також з повсталими тейшонами. Тоді в Фусуані стався палацовий заколот. Родова знать і вище чиновництво заарештували Чионга Фук Лоана і видали його Хоангу Нгу Фуку, сподіваючись, що той задовольниться цієї «жертвою» і зупинить війська. Однак жителі півночі все одно продовжили марш на південь. До початку 1775 року жителі півночі розбили війська Нгуенів і зайняли їх столицю Фусуан.
На вимогу воєначальників, тюа Нгуенів, прибувши в провінцію Куангнам, оголосив свого небожа Нгуен Фук Зионга спадкомцем-принцом, головнокомандувачем військами і головнокомандуючим Куангнамом. Війська Нгуен Фук Зионга в провінції Куангнам виявилися в дуже складному становищі: з півночі в цю провінцію вторглась чінськая армія, а з півдня вели наступ тейшони. Наслідний принц виявив дипломатичний талант і, вступивши в переговори з тейшонами, переконали їх перейти на бік Нгуенів.
У середині 1775 року тейшонам вдалося захопити самого Нгуена Фук Зионга, однак при цьому Хоанг Нгу Фук зайняв Куангнам, а на півдні тейшони зазнали поразки в Фусуані. Усвідомивши неможливість поодинці воювати проти всіх, Нгуєн Нхак пішов з багатими дарами до Хоанга нгу Фуку і принижено попросив його взяти тейшонів під своє заступництво. Хоанг нгу Фук пішов на це і призначив Нгуена Ван Няка на посаду командувача тейшонським військом. Нгуен Нхак видав свою дочку за Нгуена Фук Зионга і зажадав від зятя, щоб той проголосив себе правителем Південного В'єтнаму, а коли той відмовився — Нгуен Ван Няк почав від його імені організовувати партизанський рух. Незабаром Нгуен Нхак взяв курс на формальне створення тейшонської держави і оголосив себе вионгом (князем-правителем). Формально держава тейшонів зі своєю територією, армією і правителем з'явилася в 1778 році, коли тейшони втратили свої позиції на Півдні, але зате зміцнилася в центральному В'єтнамі. Протягом 8 років, не порушуючи миру з Чінями, тейшони прагнули перемогти на півдні. До 1785 року вони захопили весь Південний Дайв'єт, незважаючи навіть на те, що їх противникам допомагали сіамські війська.
У 1786 році тейшони звернули свої погляди на північ, і штурмом взяли Фусуан. Вони використовували девіз, що вже вживався Нгуенами, «Знищити Чінів, відновити владу Ле!». Менш ніж за 10 днів армія Тейшонів, якою командував другий з братів Нгуєнів — Нгуєн Хюе, розгромила 30-тисячне військо Чігей і звільнила територію до річки Зіань. Не зупиняючись, вони пішли далі, і 21 липня 1786 року вступили в Пху Хуань. Влада чіньского правителя Чінь Кхая була повалена; тейшони формально відновили владу династії Ле. Незабаром почалася міжусобна боротьба в правлячій верхівці держави тейшонів.
Громадянською війною і міжусобицями у Дайв'єті скористалися маньчжурські правителі Цінь, коли до них за допомогою звернувся сам в'єтнамський імператор Ле Т'їєу Тхонг, який переховувався від переслідування тейшонів поблизу в'єтнамсько-китайського кордону і звідти звернувся до маньчжурської імператора з проханням про допомогу проти узурпаторів. 25 листопада 1788 року 200-тисячна цінська армія перетнула кордон, і 17 грудня захопила Тханглаунг, вручивши Ле Т'їєу Тхонгу від імені маньчжурського імператора інвеституру і образливий титул «Аннам Куок-вионга» («Правитель заспокоєного Півдня»).
Нгуєн Хюе 12 грудня 1788 року біля гори Нгибінь (на південь від Фусуана) оголосив себе імператором і прийняв новий девіз правління — «Куанг Чунг». У той же день на чолі флоту і піхоти він пішов на північ. Опівдні 30 січня 1789 року тейшони вступили в Тханглаунг, а китайський головнокомандувач кинув напризволяще Ле Тьїєу Тхонга. Останній в'єтнамський імператор намагався наздогнати китайські війська, але ті йшли з такою швидкістю, що йому вдалося це зробити тільки на в'єтнамсько-китайському кордоні.
Розгром китайців був нищівним. Маньчжурський імператор Хунлі зняв з посади командувача армією вторгнення, призначив нового військового губернатора намісництва Лянгуан і передав в його підпорядкування півмільйонну армію, готову до вторгнення до В'єтнаму. Для того, щоб запобігти повторну інтервенцію, Нгуєн Ван Хюе повинен був проявити неабиякий дипломатичний талант. Він визнав себе формальним васалом Китаю і повернув Хунлі всіх полонених. Представляючись правителем суверенної держави, що є сусідом з Північним В'єтнамом, Нгуєн Хюе вже восени 1789 року домігся визнання себе «ваном Аннаном». Зі свого боку, він обіцяв побудувати поминальний храм в честь загиблих у Дайв'єті китайців і особисто приїхати в Пекін на святкування 80-річчя Хунлі. Визнавши Хюе правителем В'єтнаму, маньчжурський уряд відмовився від підтримки династії Ле. У результаті загроза з півночі була усунена.
Тим часом, скориставшись конфліктом між братами-тейшонами і боротьбою з китайцями на півночі, на півдні висадився Нгуєн Фук Ань. Закріпившись в провінції Зядінь, він підписав з Францією угоду, яка увійшла в історію під назвою Версальський договір. Згідно з цим документом, Нгуен Фук Ань віддвав Франції острів Пуло-Кондор, гавань Хойан, дарував французам монополію на торгівлю на всій території країни, а також зобов'язався поставляти Франції солдатів і продовольство в разі, якщо вона буде вести війну з будь-якою державою на Сході. Франція ж повинна була передати Нгуен Фук Аню чотири військові кораблі і загін чисельністю в 1650 вояків. Втіленню цього договору в життя перешкодила Велика французька революція, але згодом французькі колонізатори часто зверталися до нього для виправдання своєї присутності у В'єтнамі.
У 1789 році тейшони втратили Зядінь. Використовуючи європейських інструкторів для навчання своєї армії, закуповуючи озброєння європейського виробництва, будуючи кораблі і фортеці за європейським зразком, Нгуен Фук Ань створив дуже сильні і передові для Південно-Східної Азії збройні сили. У 1792—1799 роках проти тейшонів було проведено 6 послідовних військових кампаній. У 1800—1802 роках відбувалися безперервні військові дії Тейшонів проти Нгуен Фук Ань, внаслідок чого було втрачено важливу фортецю Куїньон та втрачено північ країни. 20 червня 1802 року ворог вступив в Тханглонг, звідки втік останній тейшонский імператор Нгуєн Куанг Тоан.

## Устрій
Існувало декілько одночасно імператорів та вионгів (князів-правителів). Фактично управління було розділено на півден і північ.

## Культура
Активно підтримувалося конфуціанство. Було реорганізовано система освіти та система іспитів. Разом з тим надавалася підтримка буддистам (за державний кошт відновлювалися та реставрувалися пагоди), католицькі місіонери отримали право на свої проповіді. 